# Aphthona venustula
Aphthona venustula là một loài bọ cánh cứng trong họ Chrysomelidae. Loài này được attica Weise miêu tả khoa học năm 1890.